# Chirurgia moderna
La chirurgia moderna si sviluppa alla fine del XIX secolo con la scoperta dell'anestesia e dell'antisepsi  e con gli studi di Pasteur e Koch che dimostrano la eziologia infettiva di alcune malattie.

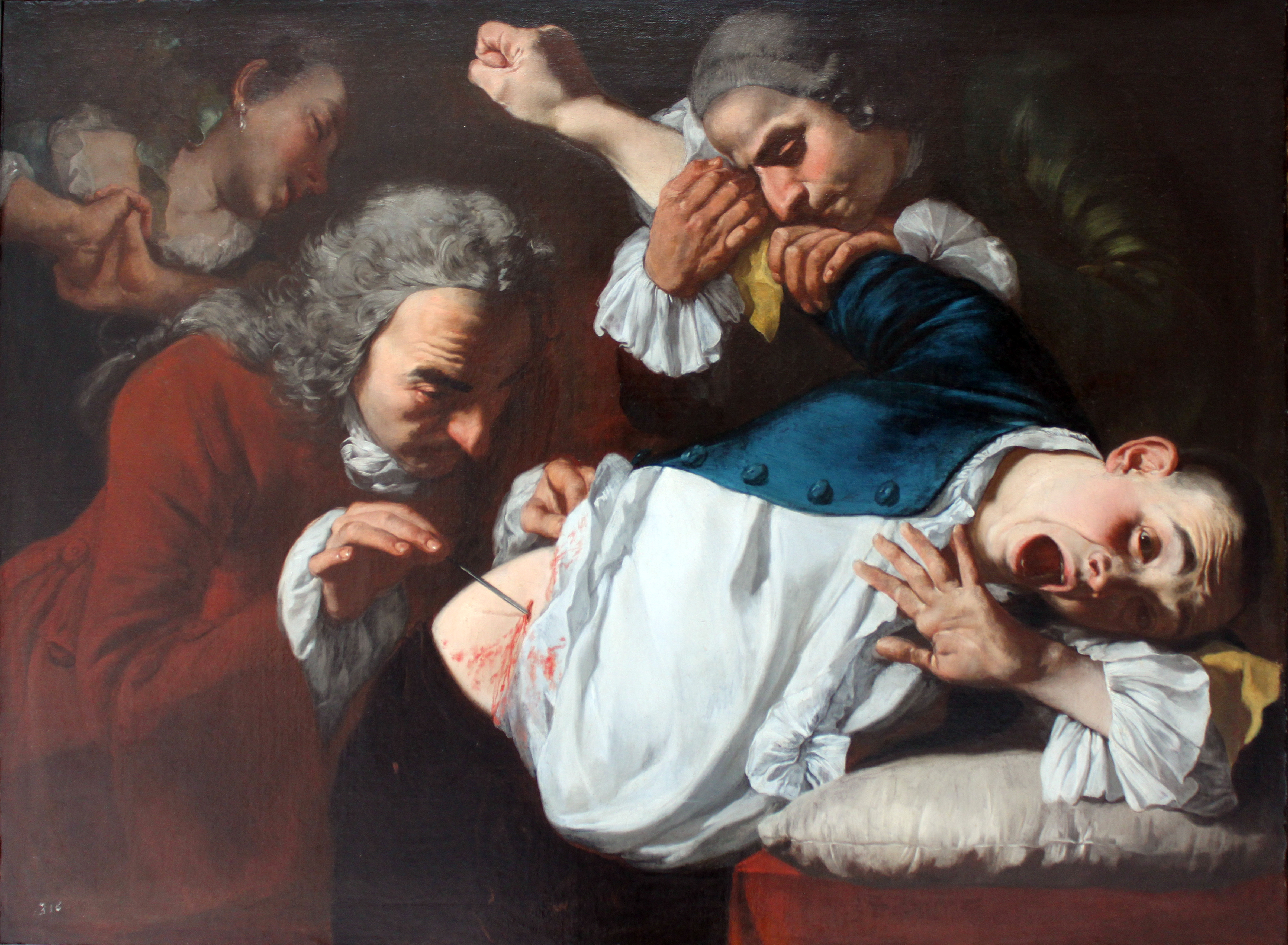
Operazione di chirurgia dipinta da Gaspare Traversi (1753)

## XIX secolo
È stato definito il secolo della chirurgia perché in quest'arco di tempo avvennero due scoperte, quella dell'anestesia e quella dell'antisepsi che segnarono la svolta fondamentale della sua storia. In soli cento anni, la medicina raccolse i frutti che avevano seminato il fervore scientifico del Rinascimento e dell'Illuminismo.
Il momento iniziale di questa rivoluzione si può fissare nell'anno 1761, quando Giovanni Battista Morgagni (1682-1771) pubblica de sedibus et causis morborum per anatomen indagati. Il medico, allievo e poi collaboratore di Antonio Maria Valsalva, con il quale perfezionò la tecnica autoptica. Chiamato in cattedra all'Università di Padova poco più che trentenne arricchì la propria esperienza compiendo scoperte rilevanti in campo anatomico.

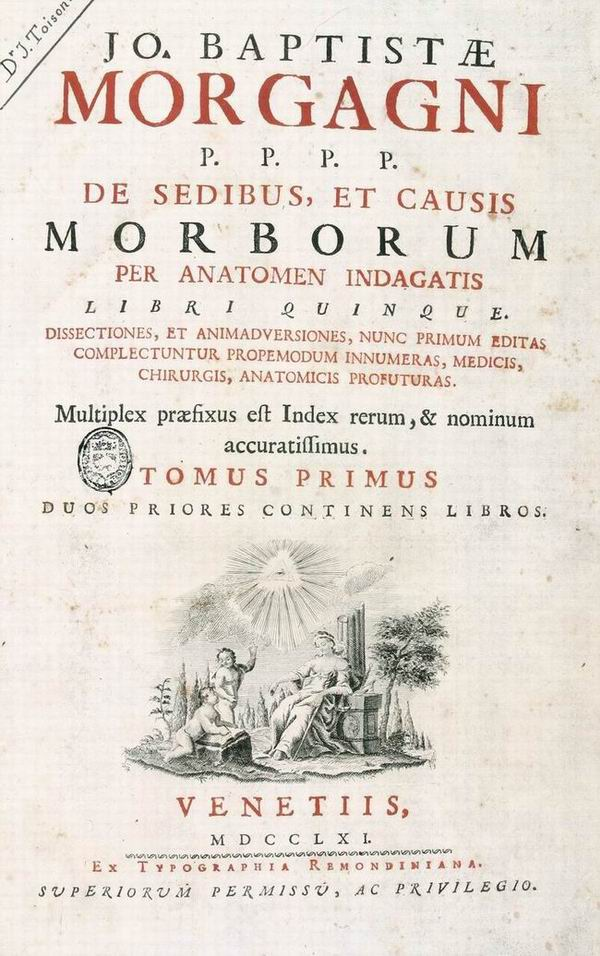
Frontespizio dell'opera di Morgagni

Egli individuò la relazione tra la malattia, caratterizzata da una causa ed una sintomatologia specifica (causis morborum), e l'organo malato (de sedibus), dimostrandola attraverso l'esame autoptico (per anatomen indagatis). È la confutazione rigorosa della teoria umorale di Ippocrate e Galeno.
Rudolf Virchow, che quasi un secolo dopo con i suoi studi sulla patologia cellulare le darà la spallata definitiva, riconosce in Morgagni il padre dell'anatomia patologica.
Una volta dimostrato il rapporto tra organo e malattia la scienza si rivolge ora alla ricerca delle cause che la determinano: alla eziologia e con essa alle possibilità di curarla, alla terapia causale. Conoscere la causa di una malattia significa infatti avere la possibilità di aggredirla con una terapia mirata, ma anche evitarla o quanto meno prevenirla, almeno nella maggior parte dei casi.
La chirurgia trarrà grandi benefici da queste scoperte ma ancora a metà dell'Ottocento la situazione appare complessa.

### Florence Nightingale
Nel 1854 Florence Nightingale, come riferisce nelle sue memorie, sbarcando a Scutari fu colpita da un odore ripugnante che diventava sempre più forte man mano che si avvicinava all'ospedale dove erano ricoverati i soldati feriti o ammalatisi durante la guerra di Crimea. La scena che si presentò ai suoi occhi fu orribile. I pazienti si dividevano in poche brande sistemate in camere buie e umide, ma la maggior parte di essi giaceva sul pavimento ricoperto di terriccio e paglia, sommerso dal sudiciume.
Le ferite, coperte da bende imbrattate di sangue e di pus maleodorante, emanavano un odore sgradevole ma il fetore proveniva soprattutto da quelle colpite dalla gangrena. Temuta perché quasi sempre fatale nonostante il tentativo di evitarla con l'amputazione degli arti colpiti.
Erano le condizioni usuali in cui versavano gli ospedali di guerra in cui, ancora e come accadeva da sempre, i chirurghi militari cercavano di lottare contro il nemico invisibile, l'infezione. Ma anche nei grandi ospedali civili la situazione, anche se migliore, non era diversa.

### John Collins Warren
Nel 1846 erano numerosi gli studenti che giungevano a Boston per fare tirocinio presso uno dei più grandi ospedali dell'occidente, il Massachusetts General Hospital. Molti di loro interessati alla chirurgia, ma anche tanti spinti solo dalla curiosità (la stessa che attirava anche estranei e cronisti, e proprio a costoro dobbiamo la descrizione accurata degli avvenimenti che ricorderemo), aspettavano con ansia le sedute operatorie del famoso John Collins Warren  professore di Anatomia e Chirurgia presso quella Università.
Non trovavano affatto strano che solo a pochi metri di distanza, Warren, in redingote e a mani nude, intervenisse su pazienti svegli, atterriti, immobilizzati dai suoi nerboruti assistenti. Anzi ne apprezzavano il temperamento autoritario e la freddezza con cui operava senza anestesia quei malcapitati, insensibile al loro strazio. Erano i requisiti richiesti a chi voleva praticare la chirurgia e già Celso, ben 1500 anni prima, li aveva indicati come doti caratteriali indispensabili in quella professione.

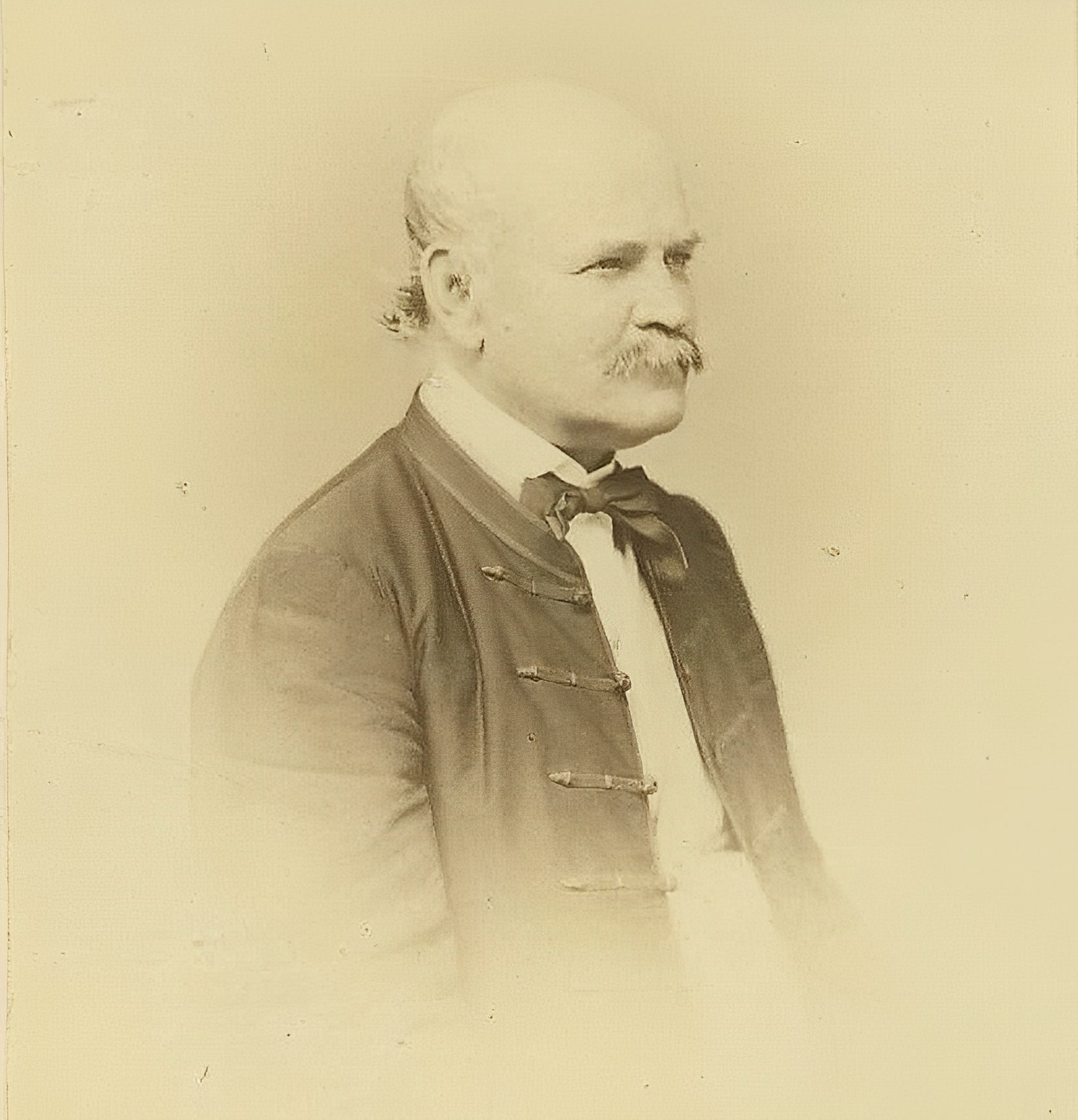
Ignazio Filippo Semmelweis (1860)

### Ignaz Philipp Semmelweis
Ignaz Philipp Semmelweis (1818-1865), professore di ostetricia e ginecologia presso la Clinica Ostetrica di Vienna Semmelweis era colpito dalle numerose puerpere che morivano dopo il parto a seguito di una malattia conosciuta come febbre puerperale e stupito per il fatto che nel suo reparto universitario la frequenza dei decessi era significativamente più alta rispetto a quella dell'attiguo reparto ospedaliero in cui operavano soprattutto ostetriche.
Una serie di circostanze fortuite, ma che Semmelweis riuscì a cogliere e a collegare tra loro, gli consentirono di intuire la verità.
Era usanza del suo reparto che i medici e gli studenti al mattino si recassero in sala settoria a eseguire l'esame autoptico sulle puerpere decedute e successivamente salissero in corsia per visitare le partorienti. Lo facevano naturalmente senza cambiarsi di abito e senza disinfettarsi le mani.  Il concetto di infezione e quindi di disinfezione era di là da venire (la relazione eziologica tra microrganismi e malattia infettiva sarà dimostrata mezzo secolo più tardi) ma Semmelweis  intuì pur ignorandone il perché che la malattia era in qualche modo legata a questa pratica.
Una semplice intuizione che lo indusse a emanare una disposizione interna, peraltro contestata, che obbligava il personale a immergere le mani in una bacinella contenente una soluzione di cloruro di calcio prima di accedere al reparto. Bastarono pochi giorni per assistere a cambiamento: la mortalità del reparto universitario calò drammaticamente attestandosi sui valori del reparto ospedaliero contiguo (ove non erano previste le sedute di pratica autoptica).
Eravamo nel 1847 ma questa intuizione suscitò prevalentemente polemiche. Lo stesso Rudolph Virchow la contesterà duramente e Semmelweis deriso e disprezzato morirà in un reparto manicomiale per agitati a seguito di infezione delle ferite procurategli dalle percosse dei suoi guardiani.

### Joseph Lister
Sorte diversa avrà invece il chirurgo scozzese Joseph Lister (1827-1912). Impressionato dalla frequenza di gran lunga maggiore con la quale la gangrena, complicazione sistematicamente fatale,  colpiva i pazienti ricoverati in ambiente ospedaliero rispetto a quelli esterni, intuì, anche a seguito della lettura di alcuni lavori di Louis Pasteur, che la causa andava ricercata in un qualcosa che si trasferiva da un malato all'altro. Poiché Pasteur aveva dimostrato che il calore impediva la fermentazione giunse alla conclusione che occorreva trovare un sistema analogo che fosse capace di impedire la putrefazione delle ferite. In tal modo sarebbe stato impossibile che il qualcosa si trasferisse da una ferita all'altra. A questo scopo pensò di utilizzare un acido che era stato sintetizzato nel 1860 da due chimici francesi e che veniva impiegato nella pulizia delle fogne: l'Acido fenico.
L'occasione gli fu offerta da un caso di frattura esposta di femore. Il trattamento con l'acido fenico salvò l'arto e la vita del paziente e indusse Lister a continuare le sue sperimentazioni e di pubblicarne gli ottimi risultati in  Antiseptic Principle of the Practice of Surgery, dove per la prima volta troviamo il termine Antisepsi.  Era il 1865.
Questa scoperta, come nel caso di Semmelweis, non fu recepita immediatamente, anzi fu osteggiata e derisa. Addirittura apparve su un giornale dell'epoca una vignetta in cui si vedeva Lister che in modo caricaturale, usando un buffo apparecchio, si affannava a irrorare l'aria di acido carbolico per uccidere animaletti invisibili. Ma Lister aveva una forte personalità ed amicizie influenti nell'ambiente scientifico e poté sostenere con forza le proprie teorie, che alla fine, anche perché suffragate da risultati oggettivi, dovettero essere accettate anche dagli scettici assicurandogli, già in vita, un enorme prestigio e una grande fama.
Quelle di Semmelweis, di Lister e di Pasteur furono delle importanti intuizioni della infezione che solo pochi anni dopo troverà il suo inquadramento concettuale definitivo con le scoperte di Robert Koch e la dimostrazione dei microrganismi, resa possibile dall'utilizzo del microscopio che pure era stato inventato due secoli prima.

Il trattamento antisettico rapidamente si estende dalle ferite ai ferri chirurgici, poi agli ambienti e alle suppellettili adoperate in sala operatoria, agli abiti e alle mani del chirurgo e contribuisce in modo determinante a limitare i danni, fino ad allora devastanti, della infezione.
 

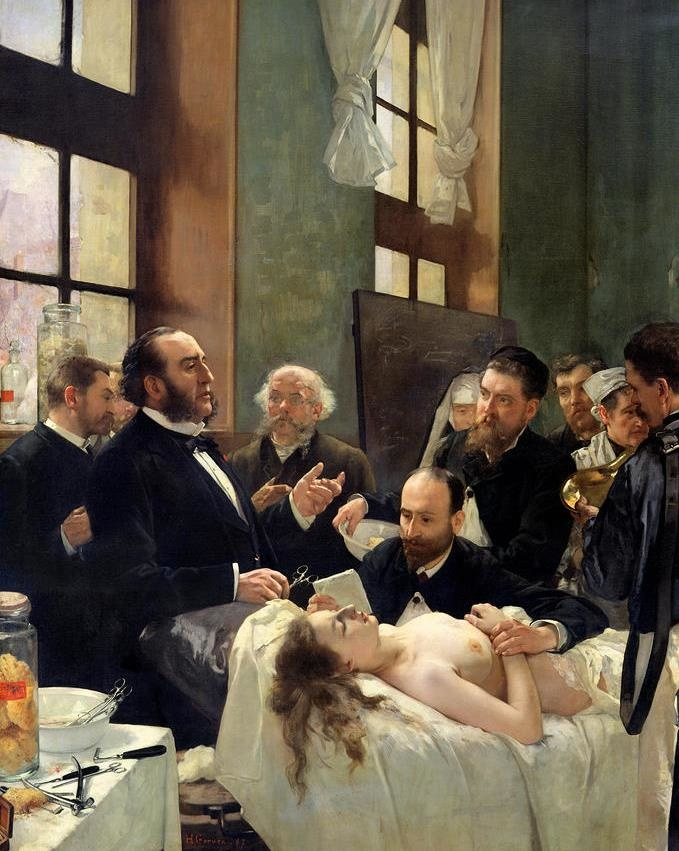
Jules Pean

Ma anche la pratica dell'antisepsi non avrà vita facile. In un celebre quadro di Henry Gervex datato 1887 ed esposto al Museo d'Orsay a Parigi osserviamo, con stupore, il celebre Jules-Émile Péan che attorniato da studenti ed in elegante abito da passeggio fa una dimostrazione pratica dell'uso delle pinze emostatiche da lui inventate su una paziente narcotizzata ed ancora nel 1915, durante la battaglia di Gallipoli, un fotografo ha fissato in una immagine cruda la condizione della chirurgia da campo.
.

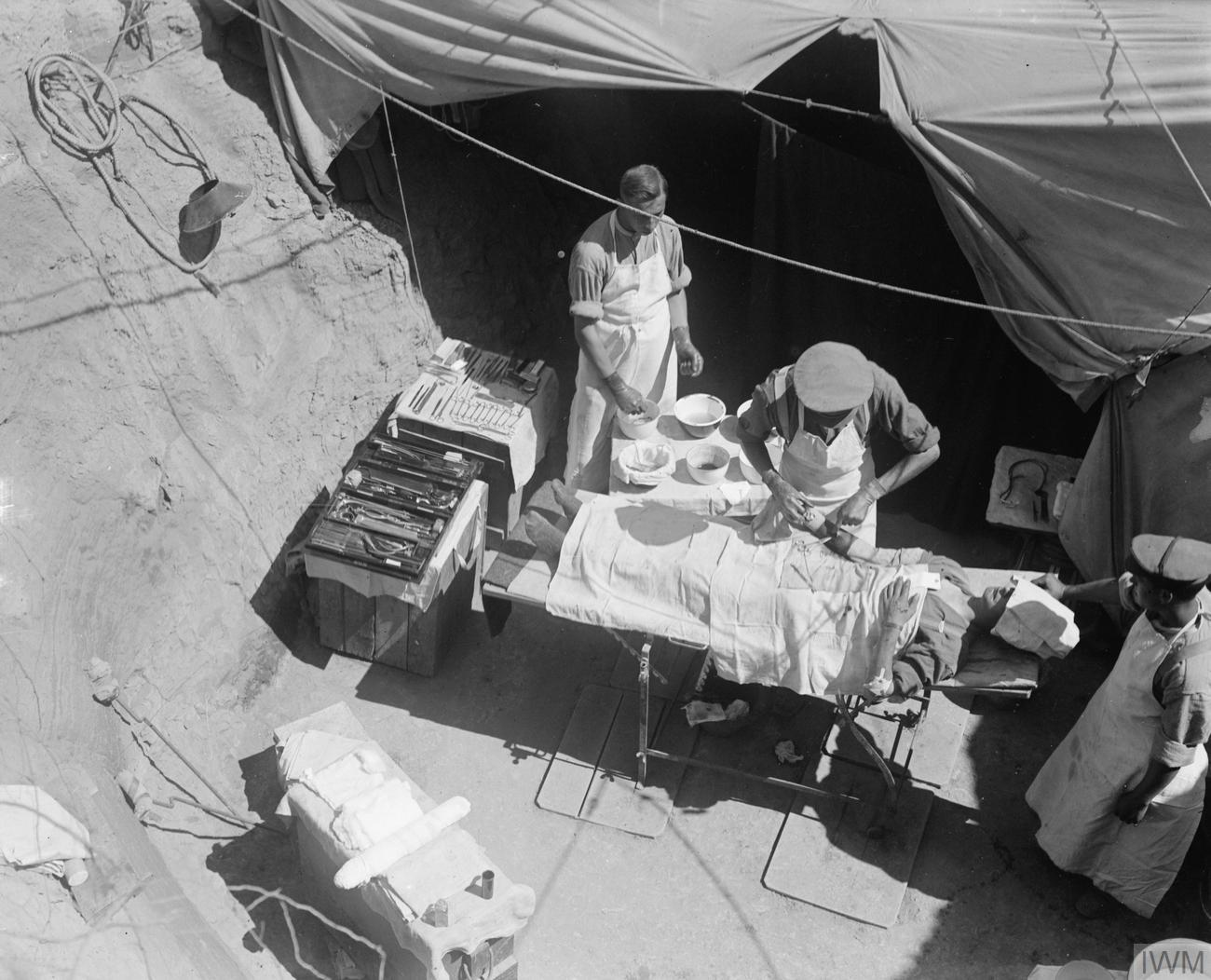
Intervento all'aperto durante la battaglia di Gallipoli

Dall'antisepsi si passa all'asepsi e all'utilizzo di ambienti chiusi esclusivamente dedicati all'attività chirurgica. Nascono le prime sale operatorie e finalmente i chirurghi cominciano ad indossare indumenti più consoni al loro delicato lavoro. In pochi anni si diffonde l'uso dei camice, quindi dei cappelli (con Gustave Neuber nel 1883) poi dei guanti (con William Stewart Halsted) ed infine delle mascherine (con von Mikulicz).
.

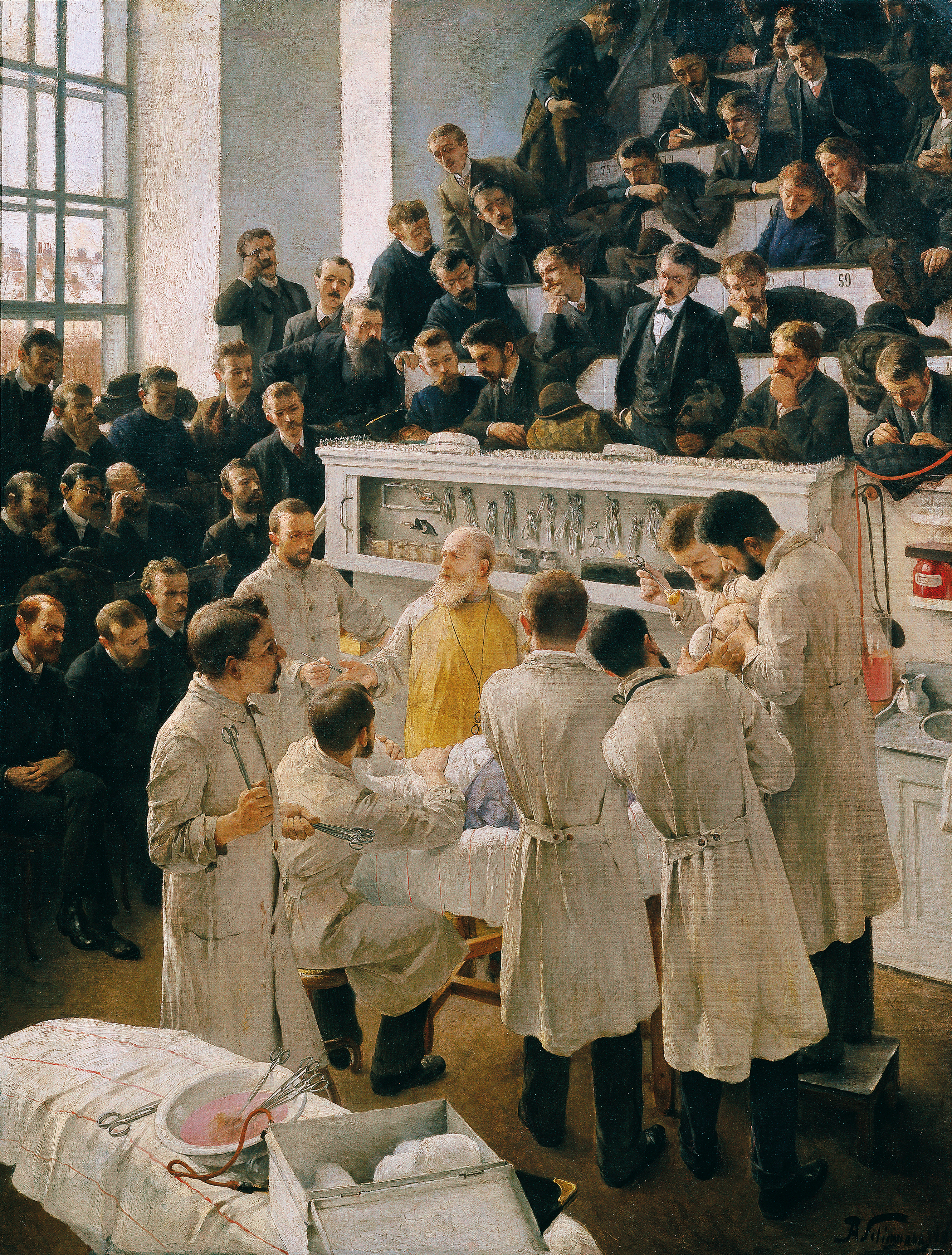
Billroth opera nella Clinica Chirurgica di Vienna in camice bianco ma ancora attorniato da studenti- Adalbert Seligmann

L'antisepsi, pur rappresentando una conquista determinante, da sola non sarebbe stata sufficiente alla emancipazione definitiva della chirurgia dai suoi limiti storici rappresentati dalla infezione.

### Horace Wells

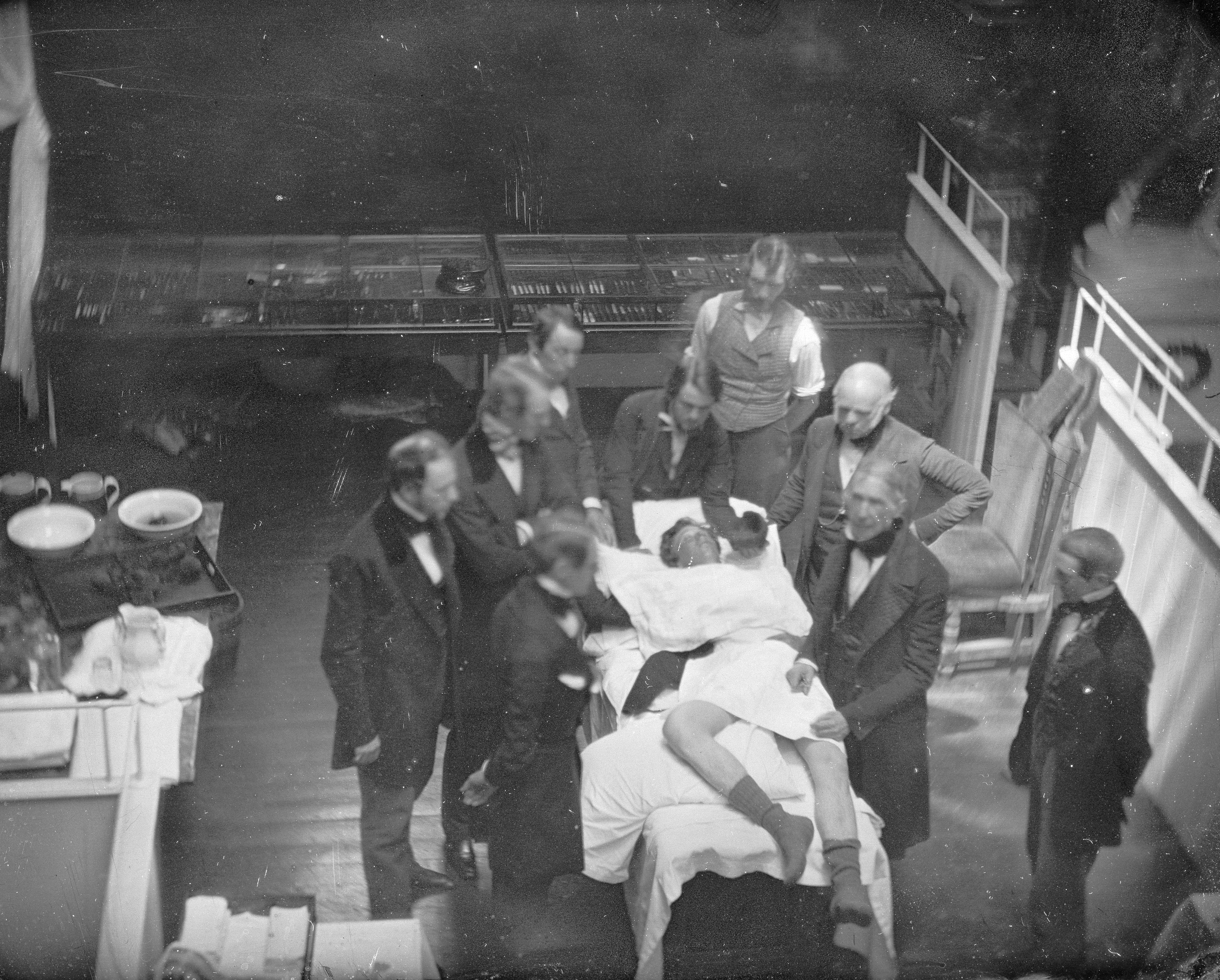
16 ottobre 1846 – Warren opera per la prima volta in narcosi - ; dagherrotipo di Southworth & Hawes.

Un dentista di provincia Horace Wells scopre per caso che il protossido d'azoto, conosciuto come gas esilarante per il suo effetto euforizzante sfruttato in alcuni spettacoli per divertire il pubblico, ne ha anche un altro che è quello di bloccare la percezione del dolore. Sperimenta il gas prima su se stesso, poi sui suoi pazienti con risultati tanto positivi da indurlo a presentarli alla comunità scientifica. Si rivolge quindi a un suo vecchio allievo e collega, William Green Morton, perché lo metta in contatto con il professore Warren, al quale intende proporre una dimostrazione degli effetti del protossido d'azoto sul dolore.
Warren accetta e nel corso di una seduta operatoria permette a Wells di fare la sua dimostrazione. Ma, per varie ragioni, l'esperimento fallisce e Wells viene allontanato. Ma Morton, presente alla scena,  prosegue gli esperimenti e dopo aver utilizzato lo stesso gas passa all'etere (sostanza che era stata adoperata con successo già da un altro chirurgo Crawford Long che non aveva ritenuto di pubblicizzare la cosa) con risultati ancora migliori. Anche Morton, come Lister, ha una forte personalità e buone conoscenze per cui non gli è difficile convincere il professore Warren, comunque scettico, a eseguire di nuovo un intervento sotto anestesia. Così 16 ottobre 1846 al Massachusetts Hospital di Boston per la prima volta e con esito positivo, viene eseguita l'asportazione  di un voluminoso tumore del collo al paziente Albert Abott.
È la data che segna per la chirurgia la nascita dell'anestesia.

## XX secolo
L'avvento dell'anestesia e dell'antisepsi fanno sì che in pochi anni il chirurgo possa avventurarsi in interventi sempre più complessi e lunghi. Alcuni distretti del corpo rimangono comunque ancora una sorta di sacrario inviolabile. L'apertura della cavità addominale, toracica e cranica, è rischiosa per la possibilità che si instaurino infezioni non facilmente domabili (sarà la scoperta della penicillina dovuta a sir Alexander Fleming a fornire al chirurgo l'arma efficace per combatterle).
Tuttavia l'applicazione di una asepsi rigorosa consente un accesso relativamente tranquillo anche agli organi interni. Al periodo tra la fine dell'Ottocento e i primi del Novecento è legata l'elaborazione di molte tecniche che riguardano interventi sul polmone, sullo stomaco, sull'intestino, tanto valide da essere utilizzate ancora oggi. Theodor Billroth mette a punto interventi complessi di chirurgia gastrica, Theodor Kocher tratta la chirurgia tiroidea, William Halsted propone la mastectomia radicale allargata alle stazioni linfatiche per la cura del cancro della mammella, Edoardo Bassini propone una cura chirurgica radicale dell'ernia, patologia frequente e che, per il grado di invalidità che comporta, aveva costituito uno degli interventi della disperazione nel senso che i pazienti erano stati costretti a mettersi nelle mani dei cerusici e dei norcini e che ora ritornava alla chirurgia.